# Tragidion coquus
Tragidion coquus är en skalbaggsart som först beskrevs av Linne 1758.  Tragidion coquus ingår i släktet Tragidion och familjen långhorningar. Inga underarter finns listade i Catalogue of Life.